# Geht’s noch?! Kayas Woche
Geht’s noch?! Kayas Woche war eine von Kaya Yanar moderierte Fernsehsendung, die von April 2014 bis Mai 2015 bei RTL ausgestrahlt wurde.

## Konzept
In der im Stil einer Late-Night-Show konzipierten Fernsehsendung präsentiert Kaya Yanar die neuesten Ereignisse der Woche in seiner ganz eigenen Weise. Dies macht er zusammen mit Stargästen, die auch oft bei Spielen wie dem Lip-Sync-Battle beteiligt sind. Die Show beginnt mit einem Stand-Up, gefolgt von verschiedenen Einspielern, Rubriken und dem Auftritt des Stargastes. Zudem wird meist ein Spiel gespielt, bei dem sich auch die Zuschauer beteiligen können und die Chance haben, etwas zu gewinnen.

## Rubriken
- Rap-Battle der Woche: Zwei Prominente battlen sich in Form eines Raps.
- Woche ohne Worte: Kaya Yanar spielt mit Stargästen ein Ereignis der vergangenen Woche pantomimisch nach.
- Aufreger der Woche: Kaya Yanar fragt Leute aus dem Publikum was für sie der Aufreger der vergangenen Woche war.
- Street-Battle: Zwei Team Comedians battlen sich auf der Straße.
- Das Ding der Woche: Kaya präsentiert ein Objekt, das in der jeweils vergangenen Woche am interessantesten war.
- Ein Fall für Kaya: Zuschauer schicken Kaya Yanar ein Video, in dem sie ihren meist komplizierten Fall vorstellen, dem sich Kaya dann widmet.

## Auszeichnungen und Nominierungen
| Jahr | Award                 | Kategorie        | Ergebnis  |
| ---- | --------------------- | ---------------- | --------- |
| 2014 | Deutscher Comedypreis | Beste Comedyshow | Nominiert |

## Einschaltquoten
Die erste Episode erreichte 2,25 Millionen Zuschauer, was 12,9 % Marktanteil entsprach. Die beste Einschaltquote der Sendung wurde am 10. Oktober 2014 mit 23,0 % Marktanteil bei den 14- bis 49-Jährigen und 2,75 Millionen Zuschauern ab drei Jahren erzielt.